# Гарольд Кітсон
Га́рольд О́стін Кі́тсон (англ. Harold Austin Kitson; нар. 17 червня 1874 — пом. 30 листопада 1951)  — південноафриканський тенісист, Олімпійський чемпіон з тенісу в парному розряді (1912).

## Біографія
Народився 17 червня 1874 року в Ричмонді, провінція  Квазулу-Наталь.
Переможець Чемпіонату Південної Африки 1905, 1908, 1911 та 1913 років.
Брав участь в IV літніх Олімпійських іграх 1908 року у Лондоні, де поступився у другому раунді одиночного розряду британцеві Джорджу Каридіа та у чвертьфіналі парного розряду британському дуетові.
На  V літніх Олімпійських іграх 1912 року в Стокгольмі (Швеція) у фінальному поєдинку парного розряду 4 липня 1912 року в парі з Чарльзом Вінслоу переміг австрійський дует з рахунком 3:1 і став Олімпійським чемпіоном. 5 липня 1912 року у фіналі одиночного розряду з рахунком 1:3 поступився своєму співвітчизникові  Чарльзові Вінслоу й став срібним Олімпійським призером.
Помер 30 листопада 1951 року в Умкомаас, провінція Квазулу-Наталь, ПАР.